# Excimerlézer

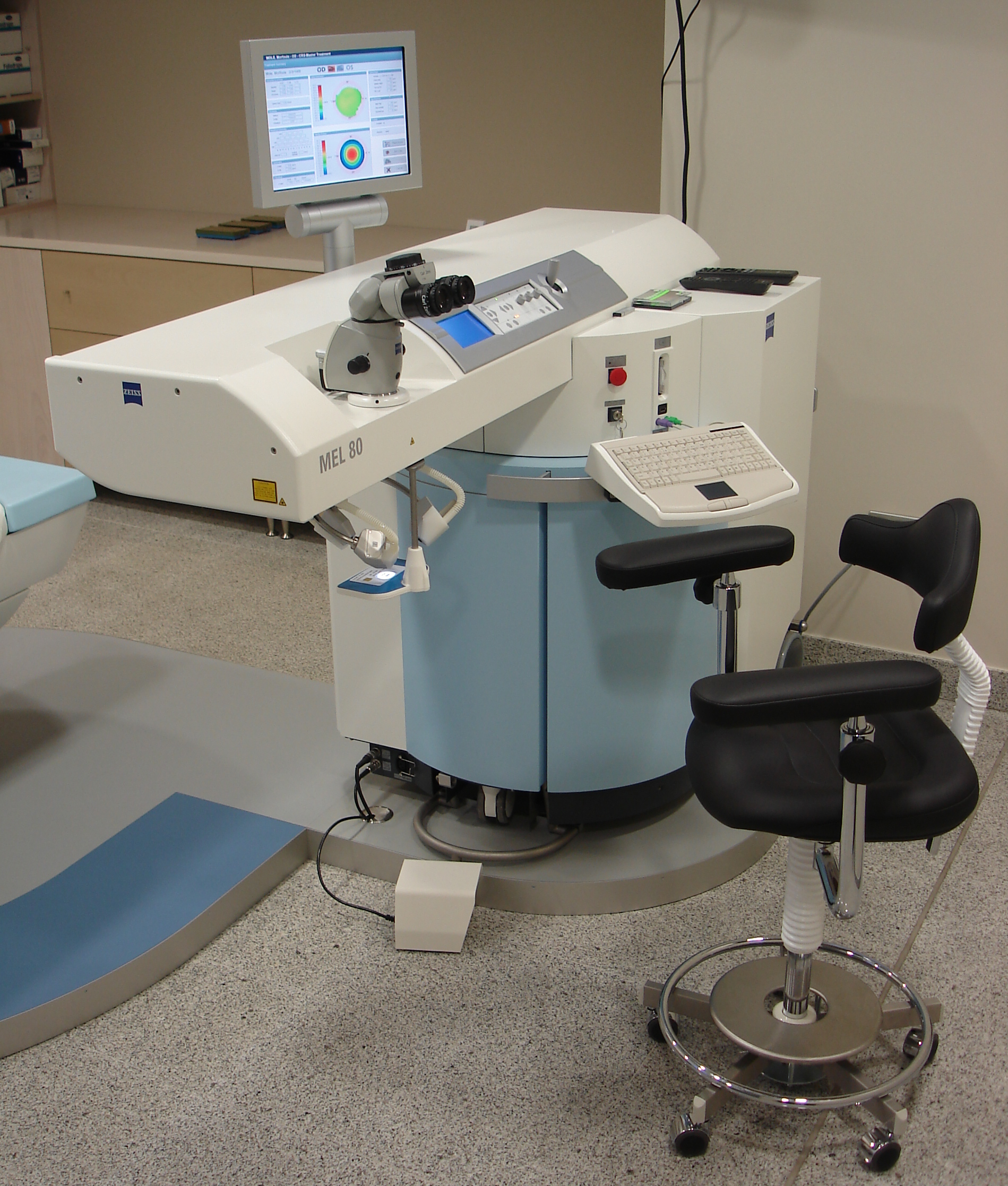
Lézeres szemműtétre alkalmazott, excimerlézeren alapuló berendezés

Az excimerlézer a kémiai lézerek egyik típusa, mely koherens UV-nyalábot állít elő. Alkalmazása az iparban igen elterjedt, fontos eszköz a mikrotechnikában, az integrált áramkörök gyártása során, és a modern TFT-gyárakban. Az excimerlézer a nevét az excimerekről, azaz gerjesztett dimerekről kapta.

## Története
Az excimerlézer első leírását Nyikolaj Gennagyijevics Baszov és szerzőtársai 1970-ben Moszkvában adták közre. Az ő megvalósításukban elektronokkal gerjesztett xenon dimerek alakultak ki, ezek disszociációja és fotonok indukált emissziója hozta létre a 172 nm hullámhosszú UV-lézernyalábot. Ennek jelentős továbbfejlesztését 1975-ben nemesgáz-halogenidek alkalmazása jelentette. A következő évek eredményeivel kapcsolatban megemlítendő Ewing és munkatársai (Avco Everett Research Laboratory), Tisone és munkatársai (Sandia Laboratories), Ault és munkatársai (Northrop Research and Technology Center). illetve az USA tengerészgyalogságához kapcsolódó Naval Research Laboratory kutatómunkája.
Az első hazai excimerlézert Bódog Ferenc, Frank Béla, Hebling János és Kovács Gábor (MTA Lézerfizikai Tanszéki Kutatócsoport, JATE) fejlesztette ki, melyért 1986-ban MTA Ifjúsági díjat kaptak.

## Működése
| Excimer | Hullámhossz    |
| ------- | -------------- |
| Ar2*    | 126 nm         |
| Kr2*    | 146 nm         |
| F2*     | 157 nm         |
| Xe2*    | 172 nm, 175 nm |
| ArF     | 193 nm         |
| KrCl    | 222 nm         |
| KrF     | 248 nm         |
| XeBr    | 282 nm         |
| XeCl    | 308 nm         |
| XeF     | 351 nm         |

### Alapelve
Excimerlézerben a gerjesztett közeg jellemzően nemesgáz, melynek gerjesztett állapotban dimerjei (excimerjei) képződnek. Más megvalósításban a nemesgázatomok halogénatomokkal alkotnak gerjesztett komplexeket (ezeket nevezzük exciplexeknek).
A gerjesztés többféleképpen történhet: például elektronnyalábbal, vagy nagyfrekvenciás (mikrohullámú) elektromágneses térrel. Az alapállapotban igen kevéssé reakcióképes (azaz inert) nemesgázok bizonyos feltételek mellett a gerjesztés hatására dimereket, vagy halogénekkel komplexeket képeznek. A lézerműködés egyik feltétele a populációinverzió létrejötte, miszerint az atomok (vagy molekulák) közül többnek kell gerjesztett állapotban lennie, mint alapállapotban. Excimerlézerekben a gerjesztett szintnek a dimerek, illetve komplexek, az alapállapotnak pedig a disszociált nemesgázatomok felelnek meg.
A lézerfény keltésének oka ezekben az eszközökben nem a kötött gerjesztett állapot, hanem a szabad alapállapot. A gerjesztett komplex spontán módon, vagy indukált emisszióban kibocsáthatja a többletenergiáját. A keltett foton energiája a komplex kötési energiájától, így az alkotó anyagoktól függ.

### Paraméterei
A keletkező fény különféle hullámhosszú, az ultraibolya tartományba eső lézernyaláb. A hullámhossz az alkalmazott gázkomponensektől függ, melyet a táblázat foglal össze.
Az excimerlézer a legtöbb gyakorlati alkalmazásában impulzuslézerként működik. A lézerimpulzusok közötti időt egy ilyen eszköznél ismétlési gyakoriságnak nevezzük. Tipikus értéke néhányszor 100 Hz és néhányszor 10 kHz közötti.
Az impulzuslézerek egy másik fontos jellemzője az impulzushossz, mely excimerlézerek esetén jellemzően 10-30 ns körüli értékű.

## Alkalmazásai

### Sajátosságok
Az excimerlézerek sajátossága, hogy UV-fényt bocsátanak ki. Ez elég nagy fotonenergiát jelent ahhoz, hogy a besugárzott anyagban kötések szakadjanak fel. Így az anyag módosítása már kis nyalábintenzitással is megvalósítható. Gyakran olyan esetekben alkalmaznak excimerlézert, ahol kerülendő a megmunkált anyag melegedése. Segítségével igen finom megmunkálások alakíthatók ki, hiszen az UV-tartományú fotonok hatására az atomok jól kontrollálhatóan porlaszthatók ki a mintadarab felületéből.

### Fotolitográfia
A fotolitográfia elméleti felbontási határa (a Rayleigh-kritérium szerint) lényegében a hullámhossztól függ. Ennek értelmében erre a célra minél rövidebb hullámhosszú forrást kell alkalmazni, mert azzal érhető el a legnagyobb felbontású leképezés, azaz a legkisebb vonalszélességű integrált áramkör. A mai nagyfelbontású fotolitográfiás készülékekben igen gyakran excimerlézert alkalmaznak fényforrásként. Leggyakoribb alkalmazott típusok a 248 nm-es KrF és a 193 nm-es ArF lézerek.

### Kijelzőgyártás
A modern TFT-monitorok egy megvalósításában a vékonyréteg-tranzisztorok aktív rétege polikristályos szilícium vékonyréteg. A gyártáskor amorf szilíciumot választanak le a (jellemzően üveg) hordozó felületére. Ezt követi az excimerlézeres kezelés, melynek célja az amorf réteg részbeni visszakristályosítása. Az eljáráshoz például 308 nm-es hullámhosszú XeCl-excimerlézert alkalmaznak, melynek lézernyalábját vonal alakúra fókuszálják. A lézernyaláb vonala végigpásztázza a TFT-k kialakítására szánt területet, melynek következtében a szilícium vékonyréteg polikristályossá válik.
Az excimerlézeres eljárás jelentőségét a TFT-iparban az adja, hogy segítségével az amorf állapotban létrehozható szilíciumréteg úgy kristályosítható, hogy a hordozót nem teszik ki nagy hőhatásnak. Így mérsékelhetők azok a problémák, melyek a magas hőmérsékleten fokozódó diffúzióból adódnak, például hogy a hordozó adalékai a vékonyrétegbe vándorolnak.

### Gyógyászati eljárások
1980 és 83 között az IBM T. J. Watson Research Center intézetében Srinivasan és társai az UV-excimerlézerek hatását vizsgálták biológiai mintákra. 1988-as szabadalmuk nyomán merült fel az excimerlézerek orvosi alkalmazása. Az UV jól abszorbeálódik szerves vegyületekben, az UV-t elnyelő anyagban jó eséllyel kötések szakadnak fel, így biológiai anyagok módosítására is alkalmazzák.
A gyógyászati alkalmazások között a legjellemzőbbek a szemműtétek és bőrgyógyászati beavatkozások. Bár az excimerlézeres berendezések nagy mérete határt szab az alkalmazásoknak, a fejlesztéseknek köszönhetően egyre kompaktabb készülékek jelennek meg.